# 14. Deutscher Bundestag
Der 14. Deutsche Bundestag bestand zwischen dem 26. Oktober 1998 und dem 17. Oktober 2002. Insgesamt tagte der 14. Deutsche Bundestag in 253 Sitzungen, wobei die letzte Sitzung am 13. September 2002 stattfand. Die konstituierende Sitzung des 14. Deutschen Bundestages fand am 26. Oktober 1998 statt.
Alterspräsident war Fred Gebhardt (parteilos, PDS-Fraktion).
Am 27. Oktober 1998 wählte der 14. Bundestag Gerhard Schröder mit 351 Ja-Stimmen, 287 Nein-Stimmen und 27 Enthaltungen im ersten Wahlgang zum Bundeskanzler.
In diese Legislaturperiode fiel der Umzug von Bonn nach Berlin. Am 19. April 1999 tagte der Deutsche Bundestag erstmals im umgebauten Reichstagsgebäude. Am 1. Juli 1999 fand die letzte Plenarsitzung im Bonner Bundeshaus statt. Nach der Sommerpause nahm der Bundestag am 8. September 1999 seine reguläre Arbeit in Berlin wieder auf.

## Mitglieder des Bundestages
Der 14. Bundestag hatte zu Beginn der Legislaturperiode insgesamt 669 Abgeordnete, am Ende dieser noch 665 Abgeordnete. Den höchsten Sitzanteil hatte die SPD mit 298 Sitzen (am Ende 292), worauf CDU/CSU mit 245 Sitzen folgte. Zudem waren im 14. Bundestag noch die Bündnis 90/Die Grünen (47 Sitze), FDP (43 Sitze) und PDS mit 36 Sitzen (am Ende 37) vertreten. Durch Austritte von Abgeordneten gab es zeitweise einen fraktionslosen Abgeordneten.

## Präsidium des Bundestages
Wolfgang Thierse wurde in der ersten Sitzung mit 512 Stimmen Ja-Stimmen, 109 Nein-Stimmen und 45 Enthaltungen zum Bundestagspräsidenten gewählt. Als Vizepräsidenten fungierten Anke Fuchs (SPD), Rudolf Seiters (CDU/CSU), Hermann Otto Solms (FDP), Antje Vollmer (Bündnis 90/Die Grünen) und Petra Bläss (PDS).

## Arbeit

### Gesetze
Insgesamt kam es zur Einbringung von 864 Gesetzesinitiativen in den Bundestag, wovon sich 443 auf Regierungsvorlagen, 93 auf Initiativen des Bundesrates und 328 auf Initiativen des Bundestages verteilen. Insgesamt wurden 559 Gesetze während der 14. Legislaturperiode vom Bundestag verabschiedet und 549 Gesetze verkündet.

### Ausschüsse
Der 14. Bundestag hatte 23 ständige Ausschüsse. Insgesamt tagten diese in 2677 Sitzungen, davon waren 2348 Ausschusssitzungen und 329 Unterausschusssitzungen.

## Parlamentarische Kontrolle

### Anfragen, Aktuelle Stunden und Befragungen
Insgesamt kam es während des 14. Bundestag zu 101 großen Anfragen und 1.813 kleinen Anfragen.

### Untersuchungsausschüsse
Während der Legislaturperiode des 14. Bundestages kam es zu einem Untersuchungsausschuss.

#### 1. Untersuchungsausschuss
Am 2. Dezember 1999 wurde der 1. Untersuchungsausschuss eingesetzt, der auch als „Parteispenden-Untersuchungsausschuss“ bezeichnet wird. Zwischen dem 16. Dezember 1999 und dem 27. Juni 2002 fanden 125 Sitzungen statt, um zu klären, „inwieweit Spenden, Provisionen, andere finanzielle Zuwendungen oder Vorteile direkt oder indirekt an Mitglieder und Amtsträger der ehemaligen von CDU/CSU und F.D.P. getragenen Bundesregierungen und deren nachgeordneten Behörden, die die damaligen Bundesregierungen tragenden Parteien und/oder Fraktionen und deren Funktionsträger oder deren Beauftragte oder sonstige Personen und Institution geflossen sind bzw. gewährt wurden, die dazu geeignet waren, politische Entscheidungsprozesse dieser Bundesregierungen und/oder deren nachgeordnete Behörden zu beeinflussen bzw. die tatsächlich politische Entscheidungsprozesse beeinflusst haben“.
Der Ausschuss bestand aus sieben Mitgliedern der SPD (Hans-Joachim Hacker, Gerd Höfer, Frank Hofmann, Christine Lambrecht, Volker Neumann, Ernst Dieter Rossmann, Rainer Wend), fünf Mitglieder der CDU/CSU (Hans-Peter Friedrich, Eckart von Klaeden, Dietmar Schlee, Andreas Schmidt, Andrea Voßhoff) und jeweils ein Mitglied des Bündnis 90/Die Grünen (Hans-Christian Ströbele), der FDP (Max Stadler) und der PDS (Evelyn Kenzler). Vorsitzender des Untersuchungsausschusses war Volker Neumann. Während des Untersuchungsausschusses veränderte sich die Besetzung bei den Mitgliedern der SPD und CDU/CSU, am Ende waren die Mitglieder für die SPD: Gabriele Fograscher, Frank Hofmann, Dirk Manzewski, Volker Neumann, Ernst Dieter Rossmann, Joachim Stünker und Rainer Wend. Die CDU/CSU wurde durch Hans-Peter Friedrich, Dietmar Schlee, Andreas Schmidt, Dorothea Störr-Ritter und Andrea Voßhoff repräsentiert.
Der Abschlussbericht des Untersuchungsausschusses ist 944 Seiten lang und wurde am 13. Juni 2002 veröffentlicht.

## Sondersitzungen
Während der 14. Wahlperiode kam es zu acht Sondersitzungen.
| Sitzung | Datum              | Thema | Antragsteller                                |
| ------- | ------------------ | --- | -------------------------------------------- |
| 32      | 15. April 1999     | Regierungserklärung des Bundeskanzlers (Kosovokrieg)                                                                          | SPD-Fraktion                                 |
| 41      | 8. Juni 1999       | Regierungserklärung des Bundeskanzlers (Kosovokrieg, Resultat des Europäischen Rates von Köln)                                | Bundeskanzler Schröder                       |
| 42      | 10. Juni 1999      | Beratung bezüglich eines Antrages zur Beteiligung an KFOR                                                                     | SPD-Fraktion                                 |
| 184     | 29. August 2001    | Beratung bezüglich eines Antrags zur Beteiligung an Essential Harvest                                                         | Bundeskanzler Schröder                       |
| 187     | 19. September 2001 | Regierungserklärung im Bezug zu den Terroranschlägen am 11. September 2001                                                    | Bundeskanzler Schröder                       |
| 210     | 22. Dezember 2001  | Antrag zur Beteiligung Deutschlands an der ISAF-Mission                                                                       | Bundeskanzler Schröder                       |
| 250     | 25. Juli 2002      | Eidesleistung des Bundesverteidigungsministers Peter Struck Regierungserklärung (Bundeswehr, Sicherheitspolitik Deutschlands) | Bundeskanzler Schröder                       |
| 251     | 29. August 2002    | Regierungserklärung (Hochwasserkatastrophe) Beratung eines „Flutopfersolidaritätsgesetzes“                                    | Fraktionen der SPD und Bündnis 90/Die Grünen |

## Reden ausländischer Gäste und Gastrednern vor den Mitgliedern des Deutschen Bundestages
Mehrere Gastgeber sprachen in dieser Legislaturperiode vor dem Plenum: Najma Heptulla, Michail Sergejewitsch Gorbatschow und George H. W. Bush, Elie Wiesel sowie Jacques Chirac. Der russische Präsident Wladimir Putin hielt am 25. September 2001 eine Rede im Bundestag. Auch Bronisław Geremek, Kofi Annan sowie George W. Bush sprachen zu den Abgeordneten.